# Lista monumentelor ocrotite de stat din municipiul Bender
Lista monumentelor din municipiul Bender cuprinde monumentele patrimoniului cultural din municipiul Bender înscrise în Registrul monumentelor Republicii Moldova ocrotite de stat.
Registrul monumentelor Republicii Moldova ocrotite de stat a fost aprobat prin Hotărârea Parlamentului nr. 1531-XII împreună cu Legea nr. 1530-XII privind ocrotirea monumentelor RM din 22 iunie 1993. În Monitorul Oficial nr. 1 din 1994 a fost publicată doar Legea, fără a include însă și Registrul, care a fost publicat mult mai târziu, la 2 februarie 2010. A nu se confunda cu Registrul arheologic național sau cel al monumentelor de for public, care sunt liste diferite ce vizează doar anumite compartimente ale patrimoniului cultural, întocmite în baza unor legi separate.
Autoproclamata „Republica Moldovenească Nistreană” a elaborat propriul său registru de monumente (cu completări în 2019), dar lista curentă nu ține cont de acesta, ci este bazată exclusiv pe Registrul monumentelor Republicii Moldova ocrotite de stat.
Lista completă este menținută și actualizată periodic de către Ministerul Culturii din Republica Moldova, dar înainte ca modificările să intre în vigoare acestea trebuie să fie aprobate de către Parlament. Această listă este menită să cuprindă și actualizările ulterioare.
| Nr. | Localizare                                                                                 | Denumire                                                       | Datare             | Tip      | Însemnătate | Imagine                 | Erori             |
| --- | ------------------------------------------------------------------------------------------ | -------------------------------------------------------------- | ------------------ | -------- | ----------- | ----------------------- | ----------------- |
| 3   | Bender str. Moskovskaia, 47 46°49′18″N 29°28′48″E / 46.821776370057°N 29.48012218401°E     | Casa geografului L. S. Berg                                    |                    | Is At    | N           | galerie \| Încarcă foto | Raportează eroare |
| 4   | Bender str. Kalinin, 49 46°49′17″N 29°28′46″E / 46.821306793578°N 29.479360110738°E        | Casă de locuit                                                 | sec. XIX           | At       | N           | galerie \| Încarcă foto | Raportează eroare |
| 5   | Bender str. Komsomoliskaia, 40 46°49′08″N 29°28′58″E / 46.818848316111°N 29.482668270011°E | Casă de locuit                                                 | sec. XIX           | At       | N           | Încarcă foto            | Raportează eroare |
| 6   | Bender str. Lenin, 9 46°49′30″N 29°28′37″E / 46.824882485809°N 29.476990687916°E           | Casă de locuit                                                 | sf. sec. XIX       | At       | N           | galerie \| Încarcă foto | Raportează eroare |
| 7   | Bender str. Lenin, 11                                                                      | Casă de locuit                                                 | înc. sec. XX       | At       | N           | Încarcă foto            | Raportează eroare |
| 9   | Bender str. Pervomaisk, 106 46°48′50″N 29°28′36″E / 46.813974167403°N 29.476646406458°E    | Casă de locuit                                                 | sf. sec. XIX       | At       | N           | Încarcă foto            | Raportează eroare |
| 10  | Bender str. Suvorov, 32 46°49′19″N 29°28′58″E / 46.821873151111°N 29.482717322066°E        | Casă de locuit                                                 | sec. XIX           | At       | N           | galerie \| Încarcă foto | Raportează eroare |
| 11  | Bender str. Lenin 46°49′26″N 29°28′56″E / 46.823905555556°N 29.482280555556°E              | Catedrala „Schimbarea la Față”                                 | 1819-1825          | At Ar    | N           | galerie \| Încarcă foto | Raportează eroare |
| 12  | Bender 46°50′16″N 29°29′06″E / 46.837638888889°N 29.485083333333°E                         | Cetatea Tighina-Bender                                         | sec. XV-XVIII      | Is At Ah | N           | galerie \| Încarcă foto | Raportează eroare |
| 13  | Bender str. Suvorov, 42 46°49′15″N 29°28′56″E / 46.820822493386°N 29.48213962969°E         | Clădirea fostei administrații financiare                       | sec. XX            | At       | N           | galerie \| Încarcă foto | Raportează eroare |
| 14  | Bender str. Kalinin, 43 46°49′23″N 29°28′49″E / 46.82315921173°N 29.480178471771°E         | Clădirea fostului gimnaziu pentru fete                         | înc. sec. XX       | Is At    | N           | galerie \| Încarcă foto | Raportează eroare |
| 15  | Bender str. Acad. Fiodorov 46°49′37″N 29°28′18″E / 46.827055555556°N 29.47175°E            | Complexul de clădiri ale nodului de cale ferată                | anii 1870          | At       | N           | galerie \| Încarcă foto | Raportează eroare |
| 16  | Bender str. Iu. Gagarin, 25 46°49′30″N 29°29′16″E / 46.825100784592°N 29.48773475788°E     | Edificiu pentru funcții social-culturale                       | jum. II a sec. XIX | Is At    | N           | galerie \| Încarcă foto | Raportează eroare |
| 17  | Bender str. 28 Iunie, 26                                                                   | Edificiu pentru funcții social-culturale                       | sf. sec. XIX       | At       | N           | Încarcă foto            | Raportează eroare |
| 18  | Bender str. Dzerjinski, 34                                                                 | Edificiu pentru funcții social-culturale                       | anii 1930          | At       | N           | Încarcă foto            | Raportează eroare |
| 19  | Bender str. Moskovskaia, 43 46°49′20″N 29°28′45″E / 46.822170721127°N 29.47907742111°E     | Edificiu pentru funcții social-culturale                       | 1891               | Is At    | N           | galerie \| Încarcă foto | Raportează eroare |
| 20  | Bender str. Sovetskaia, 44                                                                 | Edificiu pentru funcții social-culturale                       | sf. sec. XIX       | Is At    | N           | Încarcă foto            | Raportează eroare |
| 22  | Bender str. Podolian, 55 46°50′00″N 29°29′08″E / 46.8333°N 29.485666666667°E               | Monument regimentului „Podolie”                                | 1912               | Is Ar    | N           | galerie \| Încarcă foto | Raportează eroare |
| 23  | Bender Piața Eroilor 46°48′34″N 29°28′51″E / 46.809414406777°N 29.480834666229°E           | Monument la mormântul comun al ostașilor căzuți (821) în 1944  |                    | Is       | N           | galerie \| Încarcă foto | Raportează eroare |
| 27  | Bender 46°49′58″N 29°29′27″E / 46.832777777778°N 29.490861111111°E                         | Podul de cale ferată peste Nistru                              | anii 1870          | Is       | N           | galerie \| Încarcă foto | Raportează eroare |
| 32  | Bender 46°50′03″N 29°27′11″E / 46.834059378762°N 29.45311853811°E                          | Vila lui Flemer                                                | sec. XX            | At       | N           | Încarcă foto            | Raportează eroare |
| 34  | Proteagailovca 46°49′50″N 29°25′34″E / 46.830564455826°N 29.426112880469°E                 | Monument în memoria consătenilor căzuți în 1941-1945           |                    | Is       | L           | Încarcă foto            | Raportează eroare |
| 35  | Varnița str. Kotovski, 1 46°52′19″N 29°28′35″E / 46.871838302817°N 29.476491642062°E       | Clădirea fostei școli a zemstvei                               | anii 1870          | Is At    | N           | galerie \| Încarcă foto | Raportează eroare |
| 36  | Varnița str. Sovetskaia, 28 46°51′39″N 29°28′47″E / 46.860694452152°N 29.479803527349°E    | Monument la mormântul comun al ostașilor căzuți (1006) în 1944 |                    | Is       | N           | galerie \| Încarcă foto | Raportează eroare |